# Dương Cẩm Lynh
Dương Thị Cẩm Lynh (sinh ngày 13 tháng 10 năm 1981), thường được biết đến với nghệ danh Dương Cẩm Lynh, là một nữ diễn viên người Việt Nam. Cô từng đoạt giải Á hậu Điện ảnh 1999 và vào đến Top 22 của cuộc thi Hoa hậu Toàn quốc Báo Tiền Phong 2000.

## Sự nghiệp
Lynh cho rằng: "Điện ảnh đến và gắn bó với tôi như là duyên nợ. Khi đoạt giải Á hậu Điện ảnh ở tuổi 18, tôi đã có nhiều điều kiện thuận lợi để bước chân vào lĩnh vực nghệ thuật nhưng lại nhất quyết rẽ theo một lối khác. Không ngờ, cuối cùng tôi lại tìm thấy chính mình ở điểm xuất phát. Và dù đến với điện ảnh khá muộn màng khi đã 26 tuổi, nhưng tôi tự tin mình đã lựa chọn đúng và sẽ thành công trên con đường này".

## Diễn xuất

### Phim truyền hình
| Năm  | Tựa Phim                                    | Vai diễn                    | Đạo diễn                      | Kênh       | Nguồn |
| ---- | ------------------------------------------- | --------------------------- | ----------------------------- | ---------- | ----- |
| 2001 | Nhịp sống hoa vương                         | Kiều                        | Nguyễn Vinh Sơn               | HTV9       |       |
| 2005 | Cổ tích Việt Nam: Sinh con rồi mới sinh cha | Vợ Ất                       | Xuân Phước                    | HTV7       |       |
| 2008 | Sóng đời                                    | Hồng                        | Xuân Phước                    | HTV7       |       |
| 2008 | Ngõ vắng                                    | Mỹ Hạnh                     | Nguyễn Dương                  | Let's Viet |       |
| 2008 | Ra giêng ai cưới em                         | Kim Huyền                   | Xuân Phước                    | Let's Viet |       |
| 2009 | Hoa dại                                     | nhà báo                     | Xuân Phước                    | HTV9       |       |
| 2009 | Quán kem tình nhân                          | Yến                         | Lê Quang Hưng                 | HTV7       |       |
| 2009 | Có lẽ nào ta yêu nhau                       | Hương                       | Tống Thành Vinh               | VTV1       |       |
| 2009 | Bước chân hoàn vũ                           | Minh Ly                     | Xuân Phước                    | HTV9       |       |
| 2009 | Gia tài bác sĩ                              | khách mời                   | Nguyễn Minh Cao               | HTV9       |       |
| 2010 | Những ông bố độc thân                       | Nhã Uyên                    | Nguyễn Thanh Vân              | HTV9       |       |
| 2010 | Cocktail cho tình yêu                       | Hoài Đan                    | Nguyễn Thanh Vân              | HTV7       |       |
| 2011 | Pha lê không dễ vỡ                          | Nhã Khanh                   | Trương Dũng                   | VTV9       |       |
| 2011 | Lòng dạ đàn bà                              | Thanh Thủy                  | Hồ Ngọc Xum                   | HTV9       |       |
| 2013 | Oan Nghiệt                                  | Nguyệt Lan                  | Xuân Cường - Nguyễn Thành Nam | HTV7       |       |
| 2013 | Bí mật đàn ông                              | Ngọc Bích                   | Đặng Thái Huyền               | SCTV14     |       |
| 2013 | Gió về cù lao                               | Cúc Phương                  | Lê Quang Hưng                 | HTV7       |       |
| 2014 | Thế lực ngầm                                | Ba Ngọc                     | Hoàng Thơ                     | THVL1      |       |
| 2014 | Ảo vọng                                     | Thanh Trà                   | Lê Minh                       | HTV7       |       |
| 2014 | Kén rể                                      | Bảo Châu                    | Nguyễn Tiến Thành             | SCTV14     |       |
| 2014 | Khi người đàn ông trở lại                   | Ngọc Trâm                   | Nhâm Minh Hiền                | HTV9       |       |
| 2015 | Hận thù hoá giải                            | Ngọc Khuê (ca sĩ)/Yến Trang | Lê Minh                       | VTV1       |       |
| 2015 | Like: Tình yêu, thời trang, khăn rằn        | Thu An                      | Đỗ Thành An                   | SCTV14     |       |
| 2015 | Kẻ Thù Phụ Nữ                               | Thiên Kiều                  | Đặng Thái Huyền               | SCTV14     |       |
| 2016 | Nợ anh một giấc mơ                          | Kiều Lan                    | Xuân Phước                    | TodayTV    |       |
| 2016 | Ải mỹ nhân                                  | Phụng Kiều                  | Xuân Phước                    | THVL1      |       |
| 2017 | Một nửa nanh cọp                            | Duyên                       | Việt Trinh                    | TodayTV    |       |
| 2018 | Kẻ ngược dòng                               | Sáu Dung                    | Nguyễn Duy Võ Ngọc            | VTV1/VTV9  |       |
| 2019 | Ngũ hợi tấn hỷ                              | Xuân Lan                    | Dũng Nghệ                     | HTV7       |       |
| 2019 | Oan Trái Nghĩa Tình                         | Cẩm Vân                     | Hồ Ngọc Xum                   | SCTV14     |       |
| 2019 | Khi thân chủ là người tình                  | Như Trang                   | Đặng Minh Quốc                | SCTV14     |       |
| 2019 | Tiệm ăn dì ghẻ                              | Tuyết Ngọc                  | Nguyễn Đức Hiếu - Nguyễn Thu  | VTV3       |       |
| 2020 | Đò xuôi vạn lý                              | Nhất Nương                  | Nguyễn Duy Võ Ngọc            | SCTV14     |       |
| 2020 | Bánh mì ông Màu                             | Như Quỳnh                   | Nguyễn Quang Minh             | HTV7       |       |
| 2021 | Nghiệp sinh tử (phần 3)                     | Thu Hạnh                    | Bùi Ngọc Nam Phương           | THVL1      |       |
| 2022 | Lỗi đạo cang thường                         | Oanh                        | Hồ Ngọc Xum                   | SCTV14     |       |
| 2024 | Nợ đời vay trả                              | Ngọc Mai                    | Hồ Ngọc Xum                   | THVL1      |       |
| 2024 | Miền ảo vọng                                | Ba Huê                      | Xuân Phước                    | THVL1      |       |

### Phim điện ảnh
| Năm  | Tựa Phim                 | Vai diễn   | Đạo diễn            | Nguồn |
| ---- | ------------------------ | ---------- | ------------------- | ----- |
| 2012 | Gia sư nữ quái           | Thanh Thủy | Lê Bảo Trung        |       |
| 2014 | Cuộc chiến với Chằn tinh | Quỳnh Nga  | Nguyễn Quang Hải Âu |       |
| 2016 | Mặt nạ máu               | Khiết Đan  | Đỗ Thành An         |       |

### MV
| Năm  | Tựa                     | Ca sĩ          |
| ---- | ----------------------- | -------------- |
| 2003 | Mơ những ngày bên nhau  | Nguyên Vũ      |
| 2004 | Tình yêu của lọ lem     | Điền Thái Toàn |
| 2013 | Ngàn nỗi nhớ gửi đến em | The Men        |

## Chương trình truyền hình
| STT | Chương trình             | Vai trò               | Ghi chú  |
| --- | ------------------------ | --------------------- | -------- |
| 1   | Về trường                | Khách mời             |          |
| 2   | Hội ngộ danh hài         | MC                    |          |
| 3   | Hội quán tiếu lâm        | Diễn viên (Chủ nhà)   | Mùa 1    |
| 4   | Đừng để tiền rơi         | Người chơi            |          |
| 5   | Hội quán tiếu lâm        | Diễn viên (Khách mời) | Mùa 2    |
| 6   | Đọ sức âm nhạc           | Người chơi            |          |
| 7   | Diêm Vương xử án         | Diễn viên             |          |
| 8   | Bước chân hai thế hệ     | Ca sĩ                 |          |
| 9   | Sao vào bếp              | Khách mời             |          |
| 10  | Sao nối ngôi             | Giám khảo             |          |
| 11  | Bí mật đêm chủ nhật      | MC, Diễn viên         |          |
| 12  | Một bước để chiến thắng  | Diễn viên             |          |
| 13  | Gà đẻ trứng vàng         | Khách mời             |          |
| 14  | Tình bolero              | Ca sĩ                 |          |
| 15  | Hát câu chuyện tình      | Khách mời             |          |
| 16  | Chuyện cuối tuần         | Talkshow              |          |
| 17  | Giải mã tri kỷ           | Khách mời             |          |
| 18  | Ký ức vui vẻ             | Diễn viên             |          |
| 19  | Khẩu vị ngôi sao         | Diễn viên             |          |
| 20  | 1 tiếng kể hết           | Khách mời             | Talkshow |
| 21  | Là vợ phải thế           | Diễn viên             |          |
| 22  | Phụ nữ ngày nay          | Diễn viên             |          |
| 23  | Úm ba la ra chữ gì       | Diễn viên             |          |
| 24  | Truy tìm cao thủ         | Diễn viên             |          |
| 25  | Cả nhà thương nhau       | Diễn viên             |          |
| 26  | Lối ra                   | Khách mời             | Talkshow |
| 27  | Một trăm triệu một phút  | Diễn viên             |          |
| 28  | Tâm sự mẹ bỉm sữa        | Diễn viên             |          |
| 29  | Ký ức vui vẻ             | Diễn viên             |          |
| 30  | Super mom (Siêu nhân mẹ) | Giám khảo             |          |
| 31  | Bạn có thực tài          | Giám khảo             |          |
| 32  | Quý ông hoàn hảo         | Giám khảo             |          |
| 33  | Gõ cửa thăm nhà          | Khách mời             |          |

- Và những chương trình khác

## Ca khúc thể hiện
- Album Chuyện ba mùa mưa
- Mùa thu lá bay
- Yêu mãi ngàn năm
- Bài tango cho em
- Thiên duyên tiền định
- Tuổi mộng xứ Đông
- Vết thương cuối cùng
- Đoạn tuyệt
- Tạ ơn từ phụ
- Bến Thượng Hải
- Yêu em dài lâu

## Giải thưởng
- Top ten Miss Việt Nam USA năm 2006
- Miss Áo dài Texas
- Á hậu Điện ảnh 1999
- Nữ diễn viên xuất sắc 2014 của Hội Điện ảnh TP.HCM
- Kỷ niệm chương "Rồng đỏ" tại LHP Việt Nam bế mạc tại thành phố Saint Malo tại Pháp năm 2014
- Đề cử tại Giải thưởng Ngôi Sao Xanh 2022: vai Oanh trong Lỗi Đạo Cang Thường

## Vinh dự
- Tháng 7 năm 2014, Lynh đảm nhận vai trò là 1 trong những đại sứ đại diện nghệ sĩ Việt sang Pháp tham dự Liên hoan phim Việt Nam tại Pháp. Đây là một trong những hoạt động của Cục điện ảnh, nhằm giới thiệu đến công chúng quốc tế những bộ phim Việt chất lượng sản xuất trong thời gian trên.
- Năm 2019, Lynh được trở thành MC cho Liên hoan phim Quốc tế Hà Nội lần thứ 5.[2]

## Hoạt động từ thiện
Lynh có Quỹ từ thiện của riêng mình mang tên Duong Cam Lynh Foundation. Quỹ đã thu hút được sự quan tâm và đóng góp của fan hâm mộ trong và ngoài nước. Vào những dịp lễ Tết hàng năm như: Tết nguyên đán, Tết trung thu, Quốc tế thiếu nhi 1/6... Lynh cùng các thành viên trong FanClub tổ chức các chuyến đi thiện nguyện đến những mái ấm, nhà mở, vùng sâu, vùng xa.